# Kevin Sheedy
Kevin Mark Sheedy, född 21 oktober 1959 i Builth Wells i Powys, Wales, är en brittisk-irländsk före detta fotbollsspelare.
Sheedy var en vänstermittfältare som hade frisparkar och straffsparkar som specialitet. Han inledde karriären som tonåring i Hereford United i division tre innan han i juli 1978 värvades av Liverpool för 80 000 pund. Han hade dock svårt att ta en plats i Liverpool, som var den dominerande klubben under den här tiden. Det blev bara tre ligamatcher för Sheedy och i augusti 1982 såldes han vidare till grannklubben Everton för 100 000 pund.
I Everton tog han direkt en ordinarie plats och han kom att skörda stora framgångar med laget under 1980-talet. Under tio säsonger spelade han 274 ligamatcher och gjorde 67 mål. Han var med om att bli ligamästare 1985 och 1987 och vann även FA-cupen 1984 och Cupvinnarcupen 1985.
1992 gick han över till Newcastle United, som han var med om att föra upp i Premier League. Han spelade sedan en säsong i Blackpool innan han avslutade spelarkarriären för att bli assisterande tränare i Tranmere Rovers och senare Hartlepool United. Sedan juli 2006 tillhör han Evertons tränarstab.
Trots att Sheedy är född i Wales, spelade han 45 landskamper för Irland och var bland annat med i EM i Västtyskland 1988 och VM i Italien 1990.